# 囚服
囚服是囚犯穿的標準化服裝。它通常包括視覺上明顯不同的衣服，以表明穿著者是囚犯，與民用服裝有明顯區別。囚服的目的是讓囚犯立即被識別，預防潛在的越獄企圖，因此監獄制服通常使用即使在更遠的距離也很容易注意到和識別的設計和配色方案。

## 歷史

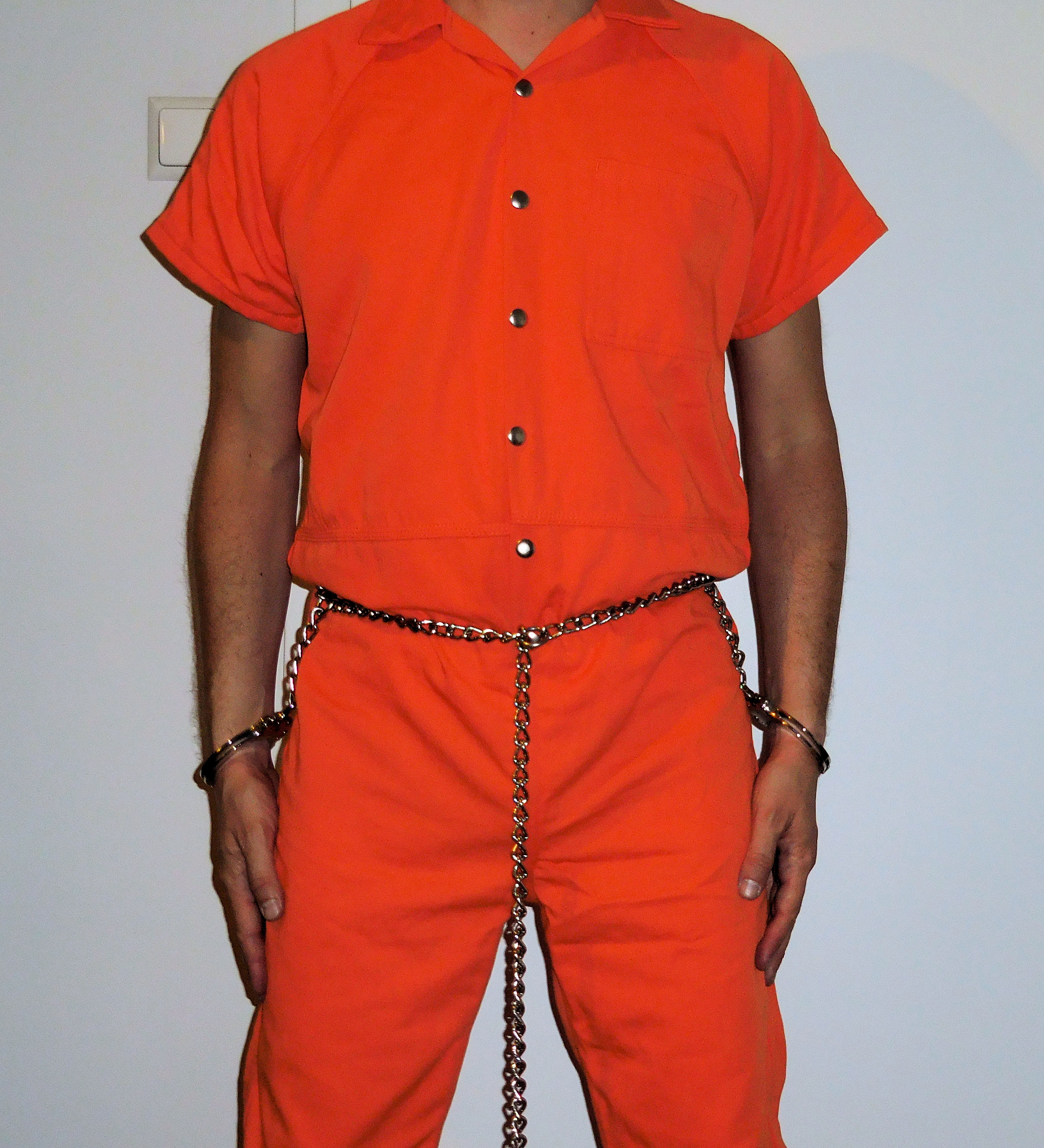
美式連身囚服

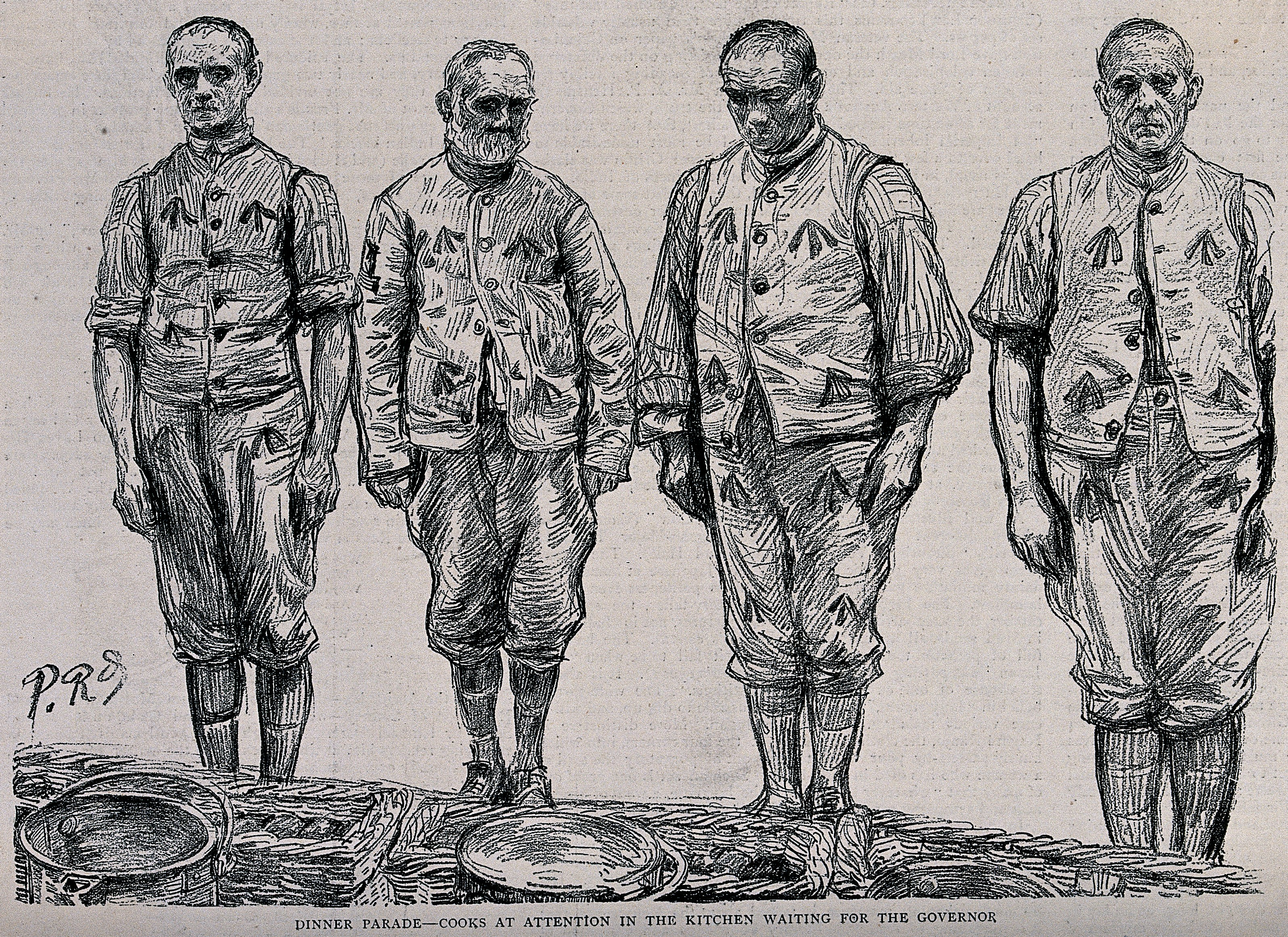
舊式英國囚服

在十九世紀，幾個國家的司法系統開始實施長期監禁的刑罰，為囚犯專門穿著的特殊服裝開始出現，發展到目前使用的各種類型的監獄制服。在英國，監獄制服以前由一件白色夾克、褲子和碉堡帽組成，所有這些都印有表示王室財產的寬箭頭，甚至包括靴底的花紋。1870年代寬箭頭首次被用在苦役犯制服上，一直使用到1922年。
為了使越獄更加困難，美式囚服通常包括一件獨特的橙色連身衣或一套橙色磨砂衫，裡面有一件白色汗衫，因為這種獨特的服裝逃跑的囚犯很難避免被認出並重新抓住。最初使用的是水平的白色和黑色條紋制服和帽子。19世紀常用的條紋囚服在20世紀初開始在美國部分地區被廢除，因為人們認為它們繼續用作恥辱徽章是不受歡迎的。
在二十世紀的大部分時間裡，囚犯的公平待遇和越來越多的非暴力罪犯促使發生囚服發生變化，也許是因為誠實勞動的概念有助於將囚犯變成誠實的公民。藍色牛仔褲和淺藍色牛仔布或青年布工作襯衫成為常態，今天一些州立監獄系統仍然遵循這一傳統。在聯邦監獄中，這一概念以卡其布褲子和襯衫的形式引入。接近20世紀末，首先是橙色連身衣，然後是橙色磨砂衫，開始變得司空見慣。在許多情況下，監獄制服更適合長期囚犯所需的舒適性和耐用性，而這些新制服主要用於當地監獄中的短期囚犯和等待審判或運送到更永久設施的罪犯。一般來說，由於各種原因，條紋制服已顯著捲土重來，許多監獄轉而使用條紋制服（主要是橙色和白色）。